# Hayat Khirou
Hayat Khirou (en arabe : حياة خيرو), née le 20 avril 1993 à Laâyoune, est une footballeuse internationale marocaine jouant au poste de milieu offensif.

## Carrière en club
C'est dans sa ville natale et plus particulièrement au Club municipal de Laâyoune que Hayat Khirou se forme. Club avec lequel elle passe plusieurs saisons et remporte deux fois le championnat marocain et termine vice-championne à cinq reprises. Avec le même club, elle atteint également la finale de la Coupe du Trône mais ne gagne pas le trophée. Après plusieurs années dans le championnat local, Hayat Khirou prend la direction de la France et rejoindre en 2022, le club de l'Union sportive tourquennoise dont l'équipe féminine évolue en district.

## Carrière internationale
Hayat Khirou reçoit une première convocation en mai 2012 par Abid Oubenaissa sélectionneur à cette période, pour prendre part à un stage au Centre sportif de Maâmora en prévision de la double confrontation face au Sénégal comptant pour les qualifications à la CAN 2012.
Elle dispute son premier match international le 25 août 2015 en étant titularisée contre la Jordanie lors d'un match amical à Amman.
Convoquée pour disputer les qualifications à la CAN 2016 contre le Mali, elle n'entre pas en jeu dans cette double confrontation qui voit le Maroc se faire éliminer.
En août 2017, elle est sélectionnée par Karim Bencherifa pour disputer le tournoi COTIF à L'Alcúdia (Espagne). Durant ce tournoi qui a lieu du 4 au 11 août, le Maroc affronte des clubs espagnols et français. Les Lionnes de l'Atlas s'inclinent face à Levante (2-1), s'imposent contre Albi (5-1), perdent contre Atlético de Madrid (1-0) et gagnent contre Valence FC (1-0). Hayat participe à l'ensemble des matchs en tant que titulaire et marque deux buts, contre Levante et Albi.
Elle inscrit son premier but international le 20 février 2020 contre la Mauritanie à l'occasion du tournoi de l'UNAF qui a lieu en Tunisie et qui voit le Maroc s'emparer du titre.

## Statistiques

### En sélection
Le tableau suivant liste les rencontres de l'équipe du Maroc auxquelles Hayat Khirou a pris part :

## Palmarès
Club Municipal de Laâyoune (2)
- Championnat du Maroc (2) :
  - Championne : 2011-12 et 2014-15
  - Vice-championne : 2015-16, 2016-17, 2017-18, 2019-20 et 2021-22
- Coupe du Trône :
  - Finaliste : 2011-12, 2014-15 et 2015-16

### Distinctions individuelles
- Meilleur buteuse du Championnat marocain (groupe sud) : 2016-17 (37 buts)[19]
- Meilleur joueuse du Championnat marocain : 2016-17[20]